# کیرا اسکیلز
کیرا اسکیلز (انگلیسی: Kiera Skeels؛ زادهٔ ۲۰ نوامبر ۲۰۰۱) بازیکن فوتبال اهل انگلستان است که  در پست مدافع برای باشگاه چارلتون اتلتیک در مسابقات قهرمانی زنان بازی می‌کند.
وی همچنین در تیم‌های ملی فوتبال زیر ۱۷ سال زنان انگلستان, زیر ۱۸ سال زنان انگلستان, زیر ۱۹ سال زنان انگلستان، و زیر ۲۳ سال زنان انگلستان بازی کرده است.